# Золочівський район (1940—2020)
Золочівський район — колишній район України, розміщувався на північному сході Львівської області. Районний та адміністративний центр — місто районного значення Золочів. Населення району становить 69 136 осіб. Площа району 1097 км².

## Історія

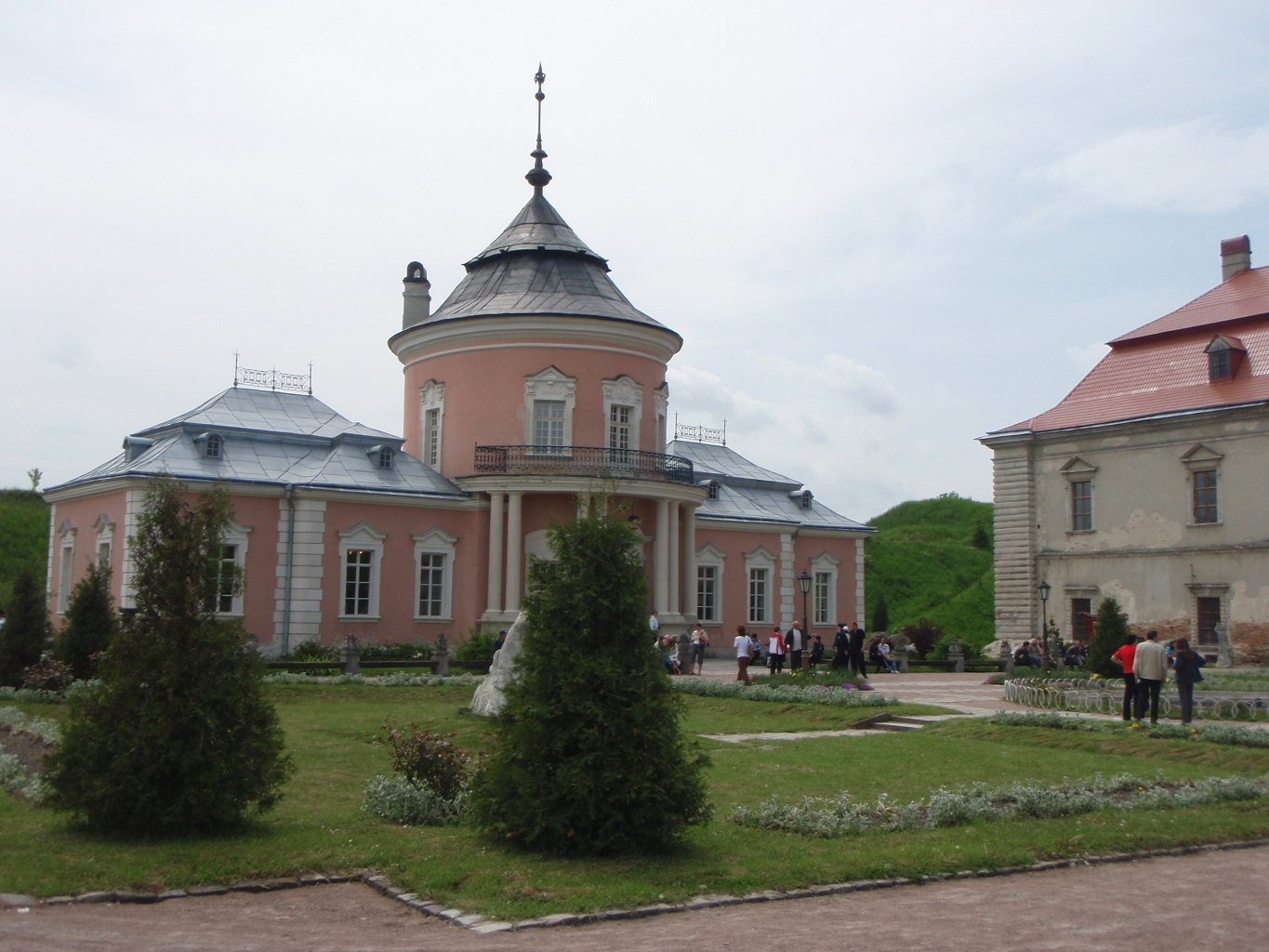
Китайський палац Золочівського замку

У 1959 році до складу району увійшов Поморянський район. У 1962 році до складу району увійшов Олеський район.

## Адміністративний устрій
Адміністративно-територіально район поділяється на 2 міські ради, 1 селищну раду та 32 сільські ради, які об'єднують 110 населених пунктів і підпорядковані Золочівській районній раді. Адміністративний центр — місто Золочів.

## Населення
Розподіл населення за віком та статтю (2001):
| Стать | Всього | До 15 років | 15-24 | 25-44  | 45-64 | 65-85 | Понад 85 |
| --- | ------ | ----------- | ----- | ------ | ----- | ----- | -------- |
| Чоловіки | 35 107 | 7141        | 6205  | 10 492 | 7116  | 3968  | 185      |
| Жінки | 39 573 | 6939        | 5277  | 10 177 | 8520  | 7983  | 677      |
| \| Статево-вікова піраміда \| Статево-вікова піраміда \| Статево-вікова піраміда \| \| ----------------------- \| ----------------------- \| ----------------------- \| \| Чоловіки \| Вік \| Жінки \| \| 185 \| 85 + \| 677 \| \| 259 \| 80-84 \| 888 \| \| 706 \| 75-79 \| 1965 \| \| 1362 \| 70-74 \| 2567 \| \| 1641 \| 65-69 \| 2563 \| \| 1703 \| 60-64 \| 2498 \| \| 1357 \| 55-59 \| 1724 \| \| 1889 \| 50-54 \| 2015 \| \| 2167 \| 45-49 \| 2283 \| \| 2820 \| 40-44 \| 2775 \| \| 2652 \| 35-39 \| 2512 \| \| 2564 \| 30-34 \| 2389 \| \| 2456 \| 25-29 \| 2501 \| \| 2500 \| 20-24 \| 2411 \| \| 3705 \| 15-20 \| 2866 \| \| 2779 \| 10-14 \| 2737 \| \| 2548 \| 5-9 \| 2358 \| \| 1814 \| 0-4 \| 1844 \| |        |             |       |        |       |       |          |
| Статево-вікова піраміда |        |             |       |        |       |       |          |
| Чоловіки | Вік    | Жінки       |       |        |       |       |          |
| 185 | 85 +   | 677         |       |        |       |       |          |
| 259 | 80-84  | 888         |       |        |       |       |          |
| 706 | 75-79  | 1965        |       |        |       |       |          |
| 1362 | 70-74  | 2567        |       |        |       |       |          |
| 1641 | 65-69  | 2563        |       |        |       |       |          |
| 1703 | 60-64  | 2498        |       |        |       |       |          |
| 1357 | 55-59  | 1724        |       |        |       |       |          |
| 1889 | 50-54  | 2015        |       |        |       |       |          |
| 2167 | 45-49  | 2283        |       |        |       |       |          |
| 2820 | 40-44  | 2775        |       |        |       |       |          |
| 2652 | 35-39  | 2512        |       |        |       |       |          |
| 2564 | 30-34  | 2389        |       |        |       |       |          |
| 2456 | 25-29  | 2501        |       |        |       |       |          |
| 2500 | 20-24  | 2411        |       |        |       |       |          |
| 3705 | 15-20  | 2866        |       |        |       |       |          |
| 2779 | 10-14  | 2737        |       |        |       |       |          |
| 2548 | 5-9    | 2358        |       |        |       |       |          |
| 1814 | 0-4    | 1844        |       |        |       |       |          |

Національний склад населення за даними перепису 2001 року:
| Національність | Кількість осіб | Відсоток |
| -------------- | -------------- | -------- |
| українці       | 73401          | 98,28 %  |
| росіяни        | 645            | 0,86 %   |
| поляки         | 484            | 0,65 %   |
| білоруси       | 51             | 0,07 %   |
| грузини        | 18             | 0,02 %   |
| інші           | 87             | 0,12 %   |

Мовний склад населення за даними перепису 2001 року:
| Мова       | Кількість осіб | Відсоток |
| ---------- | -------------- | -------- |
| українська | 73916          | 98,97 %  |
| російська  | 640            | 0,86 %   |
| польська   | 53             | 0,07 %   |
| білоруська | 22             | 0,03 %   |
| грузинська | 15             | 0,02 %   |
| інші       | 40             | 0,05 %   |

## Політика
25 травня 2014 року відбулися Президентські вибори України. У межах Золочівського району було створено 104 виборчі дільниці. Явка на виборах складала — 77,02 % (проголосували 41 328 із 53 656 виборців). Найбільшу кількість голосів отримав Петро Порошенко — 65,53 % (27 083 виборців); Юлія Тимошенко — 14,74 % (6 093 виборців), Олег Ляшко — 8,53 % (3 524 виборців), Анатолій Гриценко — 5,54 % (2 291 виборців). Решта кандидатів набрали меншу кількість голосів. Кількість недійсних або зіпсованих бюлетенів — 0,57 %.

## Народні промисли
Золочівщина здавна славиться своїм історичним минулим, народними промислами, зокрема гончарством. У селах Гавареччина, Шпиколоси донині працюють гончарі, вироби яких неодноразово були представлені на міжнародних виставках. Йдеться про гаварецьку чорнодимлену кераміку. У селі Гавареччина можна придбати оригінальні керамічні речі, зроблені на дідівських гончарних кругах, — зразки промислу, який передавався від покоління до покоління.

## Природно-заповідний фонд

### Національні природні парки
Північне Поділля (частина)

### Ландшафтні заказники
Верхобузький.

### Заповідні урочища
Ліс в околицях Верхобужа, Ліс під Трудовачем.

### Ботанічні пам'ятки природи
Віковий дуб, Гора Вапнярка (загальнодержавного значення), Два вікові ясени, Дерева Маркіяна Шашкевича, Липа Б. Хмельницького.

### Геологічні пам'ятки природи
Скеля «Великий Камінь».

### Комплексні пам'ятки природи
Гора Кузяріна, Лиса Гора і Гора Сипуха (загальнодержавного значення), Жулицька гора, гора Сторожиха, гора Висока, Підлиська Гора (Гора Маркіяна Шашкевича), Свята Гора.

### Парки-пам'ятки садово-паркового мистецтва
Парк XIX ст. (Глиняни), Парк XIX ст. (Поморяни).

## Пам'ятки
- Пам'ятки історії Золочівського району
- Пам'ятки архітектури Золочівського району
- Пам'ятки монументального мистецтва Золочівського району

## Відомі люди

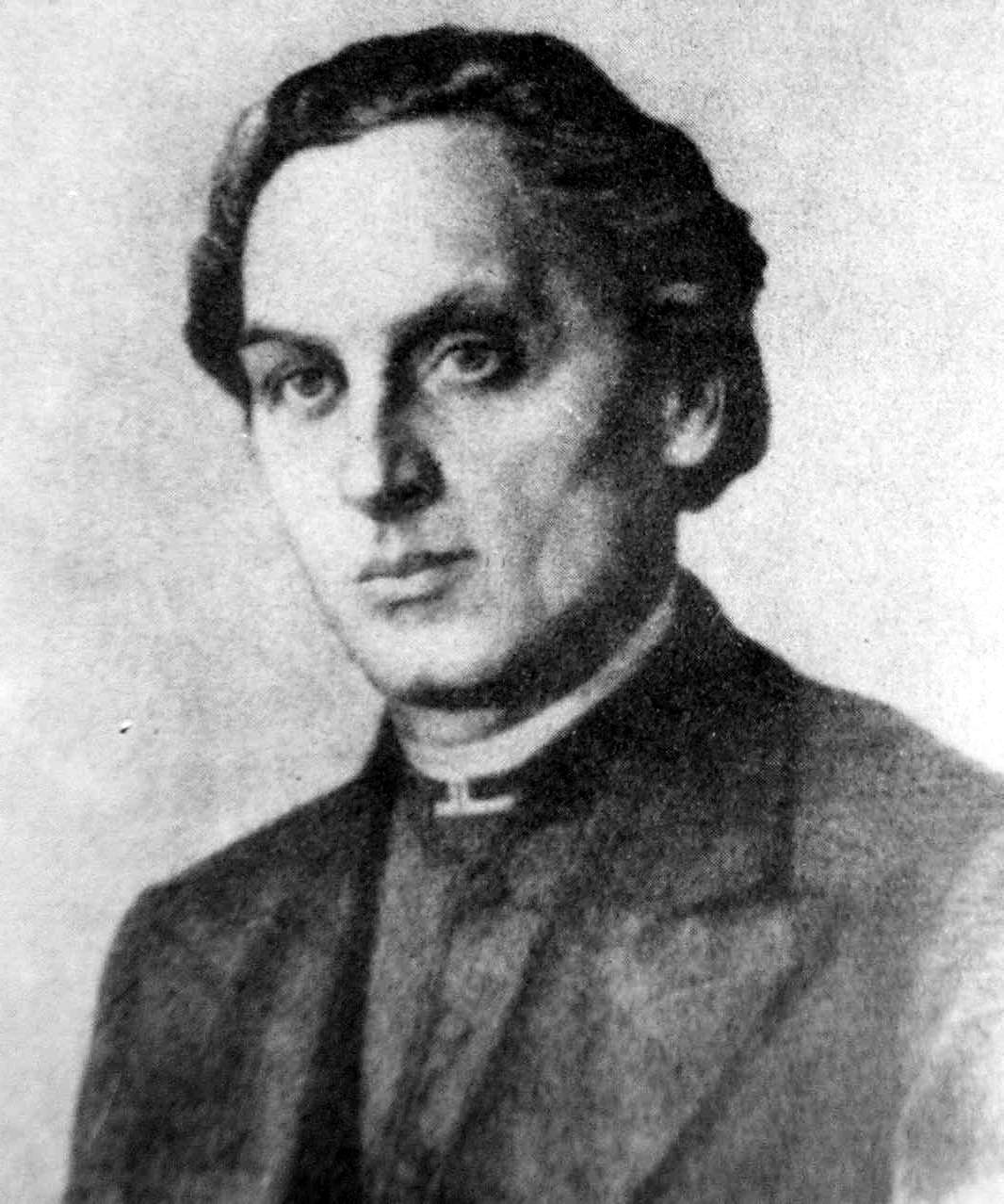
Маркіян Шашкевич

### Народилися
- Вишневецький Міхал Корибут — король Речі Посполитої і Великий князь Литовський.
- Лариса Дедюх — українська бандуристка, солістка Кримської філармонії. доцент НМАУ ім П. Чайковського, Заслужена артистка України.
- Галина Голинська — піаністка, диригент.
- Антін Дольницький — український літератор, перекладач, правник, громадський діяч.
- Руткович Іван — український живописець, іконописець XVII ст. — доби українського бароко.
- Кирило Трильовський — галицький громадсько-політичний діяч, адвокат, публіцист, видавець, засновник «Січей», голова Бойової управи УСС, делегат Української Національної Ради ЗУНР.
- Маркіян Шашкевич — поет, громадський діяч, священик, просвітитель.

## Вебресурси
- Золочівська Районна Рада
- Історія Золочівщини
- Золочівщина. Розсипані перли [Архівовано 7 серпня 2010 у Wayback Machine.]
- Сайт Золочівського району [Архівовано 18 грудня 2014 у Wayback Machine.]